# Prefectura Gunma
Prefectura Gunma (群馬県 Gunma-ken?) este una din cele 47 de prefecturi din Japonia. Centrul administrativ al prefecturii este municipiul Maebashi.

## Geografie

Harta prefecturii Gunma

### Municipii
Prefectura cuprinde 12 localități cu statut de municipiu (市):
| - Annaka - Fujioka - Isesaki | - Kiryū - Maebashi (centrul prefectural) - Midori | - Numata - Ōta - Shibukawa | - Takasaki - Tatebayashi - Tomioka |

1. ↑  Keisan Online Calculator
2. ↑  , Gunma Prefectural Archives[*] https://www.pref.gunma.jp/site/monjyokan/130293.html Lipsește sau este vid: |title= (ajutor)
3. ↑   (PDF), Geospatial Information Authority of Japan[*], p. 23 https://www.gsi.go.jp/KOKUJYOHO/MENCHO/backnumber/GSI-menseki20210101.pdf Lipsește sau este vid: |title= (ajutor)